# Didier Faure-Beaulieu
Didier Faure Beaulieu, né le 7 mars 1914 dans le 8e arrondissement de Paris et décédé le 30 juin 2002 à Boulogne-Billancourt, était un officier français, résistant et responsable du Service de documentation extérieure et de contre-espionnage (SDECE).

## Carrière dans le renseignement
Didier Faure Beaulieu (alias « Lefort ») est affecté au BCRA en novembre 1941. 
À la fin de l'été 1943, le capitaine Faure Beaulieu devient l'adjoint de François Thierry-Mieg (Vaudreuil), chef de la section contre-espionnage du BCRA.
Après la guerre, il devient l'adjoint du chef du Service Action, Jacques Morlanne, au sein du SDECE.
Lorsqu'Alexandre de Marenches arrive à la tête du SDECE, Didier Faure Beaulieu quitte son poste de chef du service de l'instruction du SDECE et devient son directeur de cabinet.

Selon une anecdote, il a résidé dans un hôtel particulier jouxtant l'ambassade d'URSS, au 81 rue de Grenelle qui offrait une vue imprenable sur les réceptions soviétiques estivales. Il habite à partir de 1982 au 54, rue de la Tourelle à Boulogne-Billancourt jusqu'à son décès.

### Vie personnelle
Trois fois remarié, il a trois enfants.